# Botriopsis bakeri
Botriopsis bakeri là một loài ruồi trong họ Tachinidae.